# Катхиявар
Катхиявар (на гуджарати: કાઠીયાવાડ, на английски: Kathiawar) е полуостров в Западна Индия, разположен между заливите Къч на запад и Камбейски на изток, части от Арабско море. Условната граница на полуострова с останалата част от континента се прекарва по линията, съединяваща върховете на двата залива. Площ над 40 000 km². В северната му част частично навлиза участък от големия солончак Качки Ран. Централните му райони са заети от платообразни възвишения и ниски планини с височина до 1117 m, изградени предимно от базалти и гнайси. По периферията му са разположени алувиални низини с ширина до 100 km. Годишната сума на валежите е около 500 mm, с максимум през лятото. През полуострова текат две по-големи реки – Бхидар (на югозапад) и Шетрунджи (на изток). Естествената растителност е представена от савани, редки гори и бодливи храсти. Единственото място в Азия, където обитава азиатският лъв, е в неговата южна част, в националния парк „Сасан Гир“. Целият полуостров попада в територията на щата Гуджарат, като най-големите градове са Джамнагар (на брега на залива Къч), Раджкот (в центъра) и Бхавнагар (на брега на Камбейския залив).